# رنا کولار
رنا کولار (انگلیسی: Renae Cuéllar؛ زادهٔ ۲۴ ژوئن ۱۹۹۰) بازیکن فوتبال اهل مکزیک است.
از باشگاه‌هایی که در آن بازی کرده‌است می‌توان به اف سی کانزاس سیتی، باشگاه فوتبال رین، و واشینگتن اسپیریت اشاره کرد.
وی همچنین در تیم‌های ملی فوتبال Mexico women's national under-20 football team و زنان مکزیک بازی کرده‌است.